# Městský park v České Lípě
Městský park v České Lípě, někdejším správním centru stejnojmenného okresu v Libereckém kraji, založený v 19. století, býval řazen mezi nejkrásnější parky v severočeském regionu. Park o rozloze téměř 10 ha se nachází v centru města a je součástí městské památkové zóny Česká Lípa, vyhlášené 10. září 1992.

## Historie
Návrh na založení městského parku v místě bývalé cihelny předložil malíř a profesor českolipského gymnázia Eduard Steffen spolu s radním Ferdinandem Posseltem v roce 1872. O tři roky později se podařilo nově založenému českolipskému Okrašlovacímu spolku získat od Novozámeckého panství (panství náležející k zámku v Zahrádkách) pozemky u Cihlářského rybníčku (Leipaer Ziegelteich) s přilehlou strání. Tato plocha o rozloze 6,6 ha byla získána výměnou za jiné pozemky a doplacením částky 3 500 zlatých. 

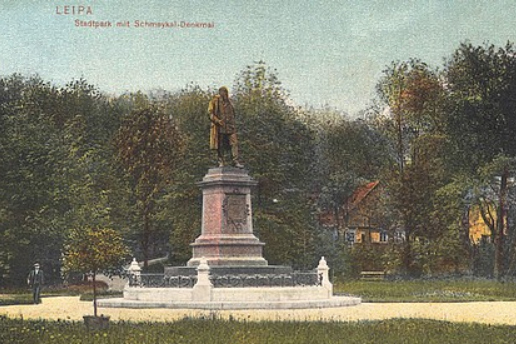
Monumentální pomník německého nacionalistického politika Franze Schmeykala z roku 1899, odstraněný po roce 1945

K slavnostnímu založení parku došlo 3. dubna 1875 v dolní části u Cihlářského rybníčku. Zpracování projektu parku bylo zadáno inspektorovi lobkovického panství Johannu Klimeschovi.
Park byl založen na mírně svažitém terénu s výškovým rozdílem zhruba 25 metrů. První sazenice stromů a keřů, dovezených z Ahníkova u Chomutova, byly v parku vysázeny v roce 1876. O tři roky později zde byla vytvořena skalka, zvaná Císařské kameny, sestávající z více než padesáti ukázek hornin ze severních Čech. V roce 1882 nechal českolipský Okrašlovací spolek v centrální části parku vybudovat rybníček. Uprostřed vodní plochy byl ostrůvek, na kterém byl vodotrysk, další ostrůvek s domečkem byl vyhrazen labutím. O dva roky později převzalo park do své správy město. Za péči o park zodpovídala správní komise, jejími členy byli i tři zástupci Okrašlovacího spolku.
V průběhu následujících desetiletí byl park dále zvelebován, v regionálních publikacích z první třetiny 20. století byl hodnocen jako jeden z nejkrásnějších a nejrozlehlejších parků v celé severočeské oblasti.
K prvnímu výraznějšímu poškození došlo v 50. letech 20. století, kdy místní občané zahájili uprostřed parku bez jakéhokoli projektu výstavbu kulturního domu a vykáceli kvůli tomu některé stromy. Tato stavba však nakonec nebyla realizována. V roce 1961 bylo uprostřed parku vybudováno letní kino. V roce 1966 zde byl proveden dendrologický průzkum. Na základě zpracovaného projektu byly v první polovině 70. let provedeny rozsáhlejší úpravy parku.  V důsledku rozsáhlejšího kácení stromů došlo k ohrožení stability porostů, což se negativně projevilo jejich poškozením po vichřici v roce 1976.
V roce 1990 byla dokončena spojovací silnice, která vede podél západního okraje parku od křižovatky u Střelnice na sídliště Sever. V roce 1993 byl zpracovanám další dendrologický průzkum, který se stal východiskem pro pozdější úpravy.

## Flóra
V parku se nachází na 800 exemplářů celkem  osmi desítek druhů stromů a keřů. V dolní části, která má charakter anglického parku, se vyskytují zdejší nejstarší listnaté stromy, jako je topol bílý, jasan ztepilý převislý, vrba bílá, buk obecný nachový a buk lesní převislý, javor javorolistý, tři druhy jilmů, rododendrony, dub uherský, dub letní převislý a dub letní jehlancovitý. Ve výše položené části u někdejšího hudebního altánku lze nalézt katalpu obecnou, hrušeň sněhobílou, habr převislý či jasan ztepilý. Mezi jehličnany je zastoupena borovice černá, borovice vejmutovka, smrk omorika, douglaska tisolistá, tsuga kanadská a jedle stejnobarvá a kanadská. Horní část parku má podobu lesa, v němž převažuje smrk ztepilý.

## Fauna
V českolipském Městském parku byl zaznamenán výskyt čtyř desítek druhů ptáků. Mezi nejpozoruhodnější exempláře patří dlask tlustozobý, pěnice černohlavá a kalous ušatý. V horním rybníčku byly před jeho úpravami nalezeny dva druhy čolků a potápník vroubkovaný. Ze savců se v lesním porostu vyskytuje veverka obecná a ježek západní.

## Houby
Na území parku bylo pracovníky Vlastivědného muzea a galerie v České Lípě zdokumentováno kolem 130 druhů hub, včetně téměř dvou desítek druhů hub z čeledi hřibovitých. Hojné jsou zde mj. i rozmanité druhy holubinek, mezi nimiž zde byla nalezena i holubinka habrová, zapsaná na Červeném seznamu hub České republiky.

## Galerie

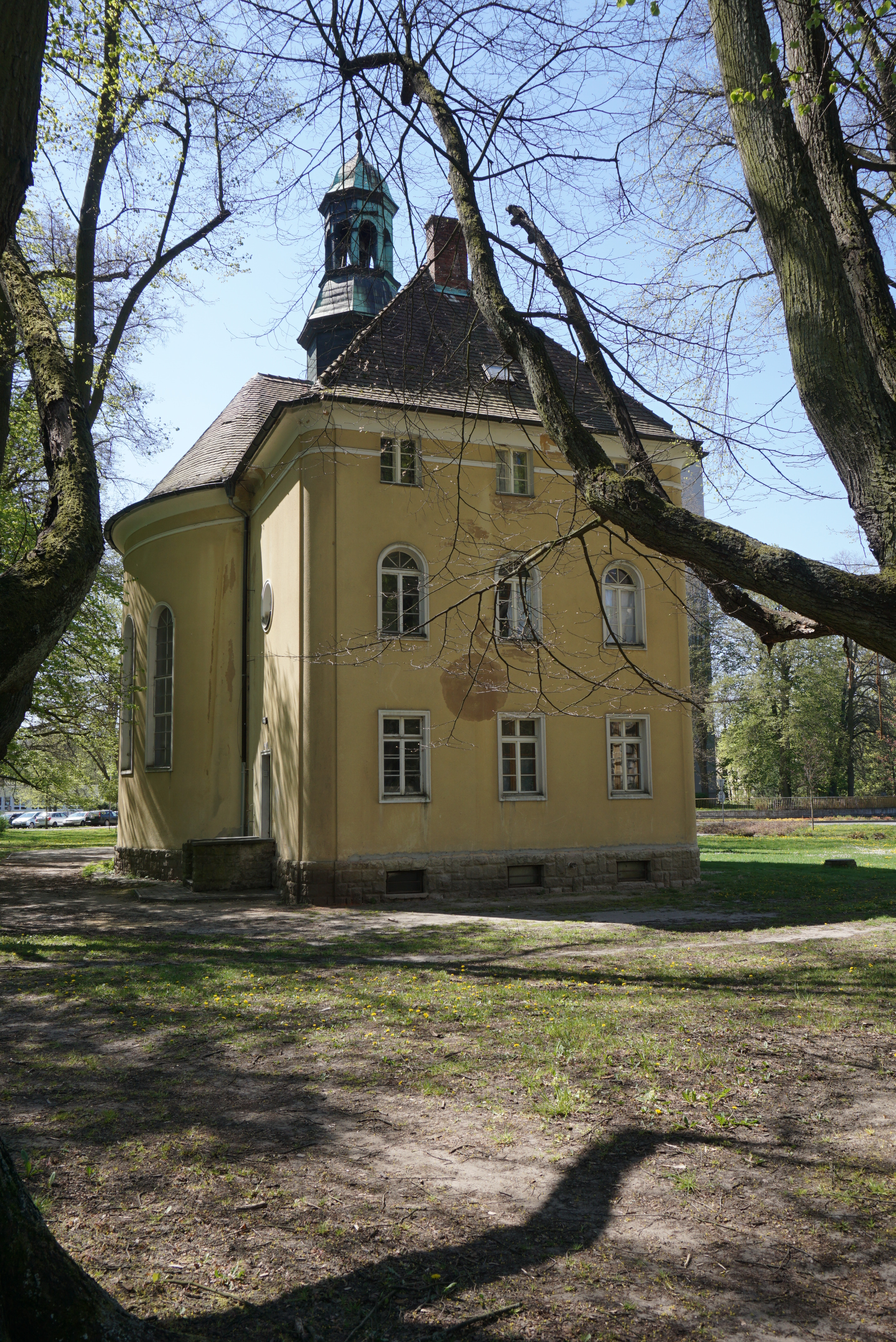
Modlitebna Církve československé husitské
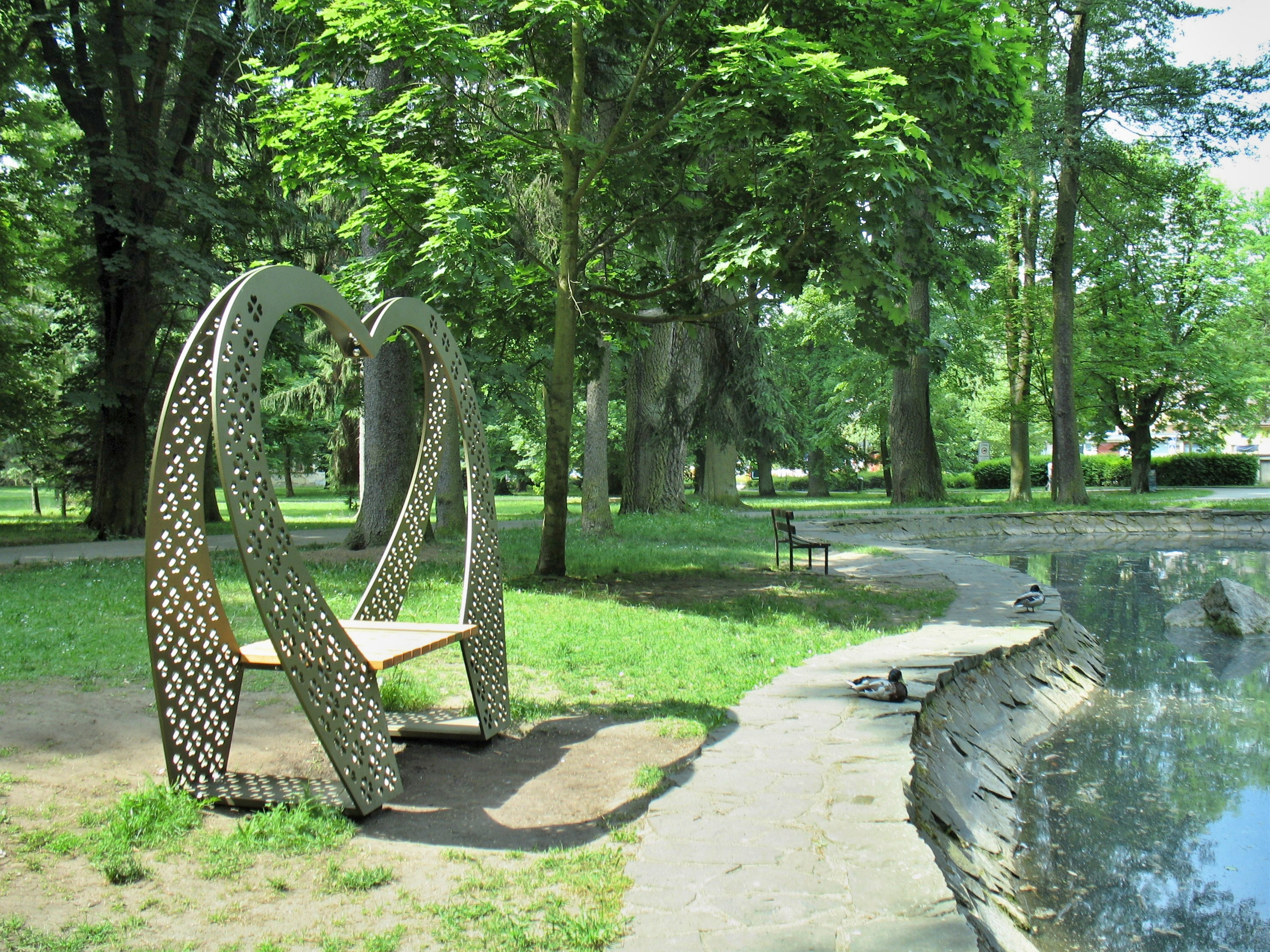
Jezírko s lavičkou  z roku 2021
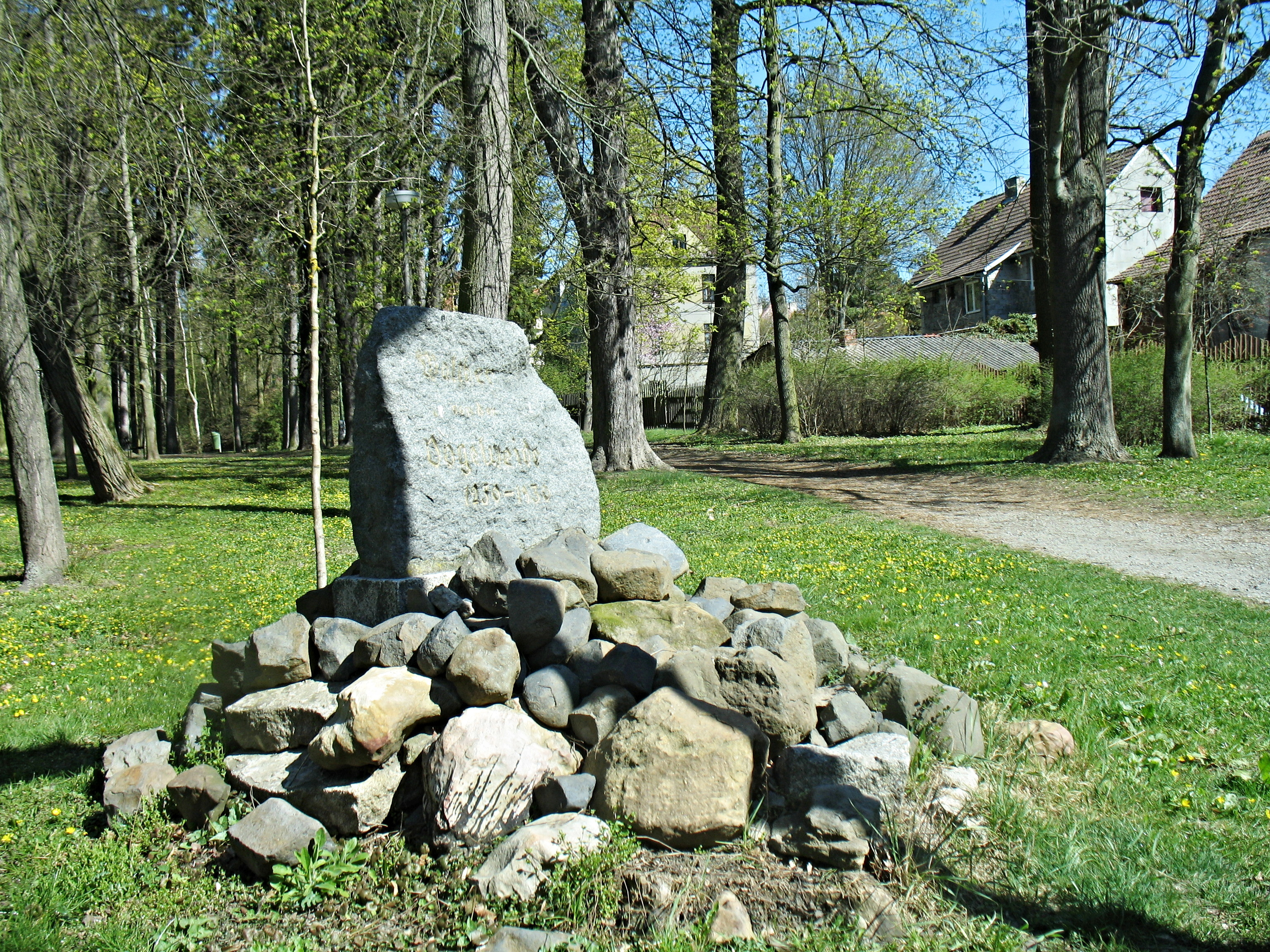
Pomník Waltera von der Vogelweide
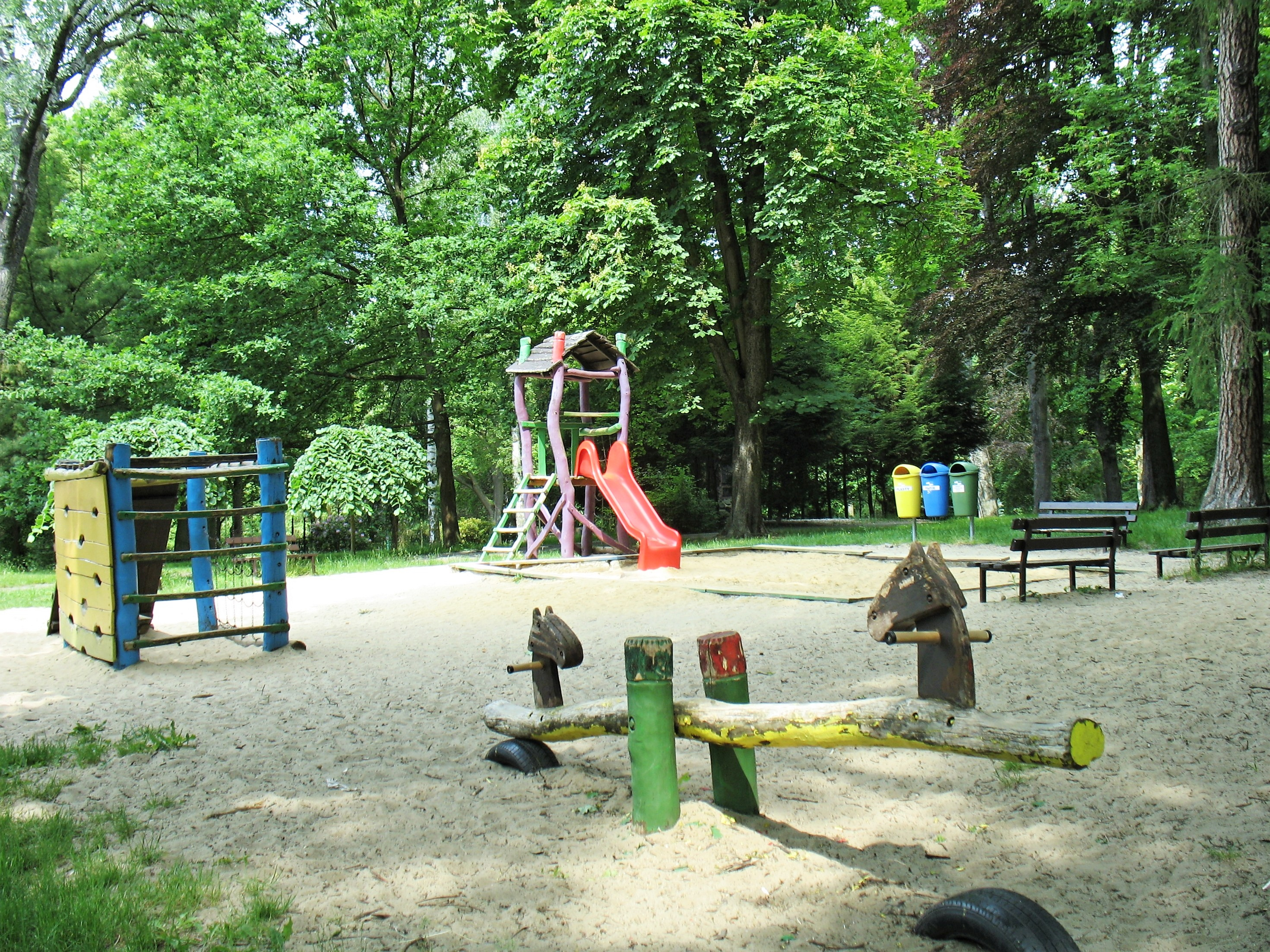
Hřiště poblíž Střední odborné školy
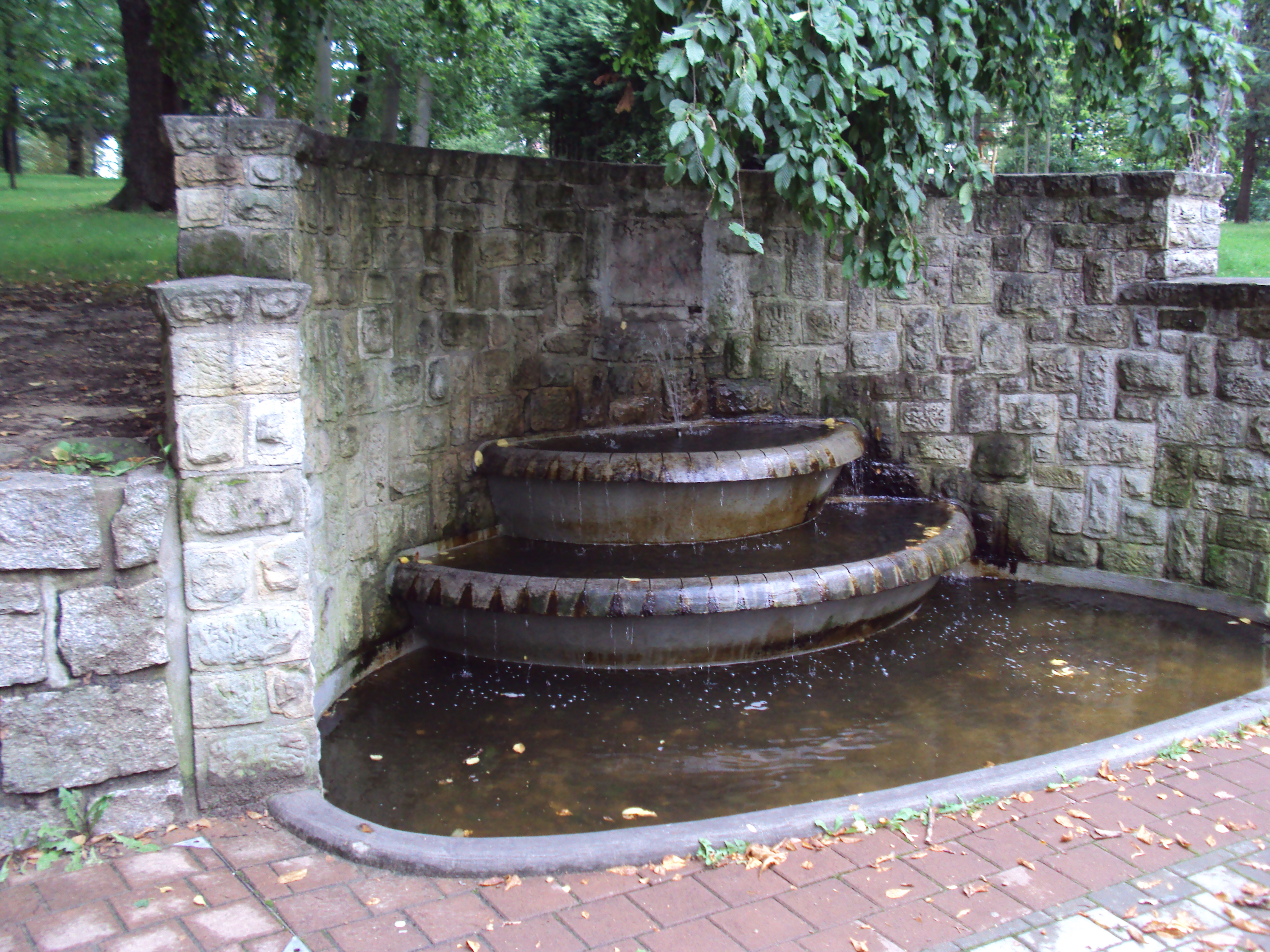
Mohauptova kašna v horní části parku
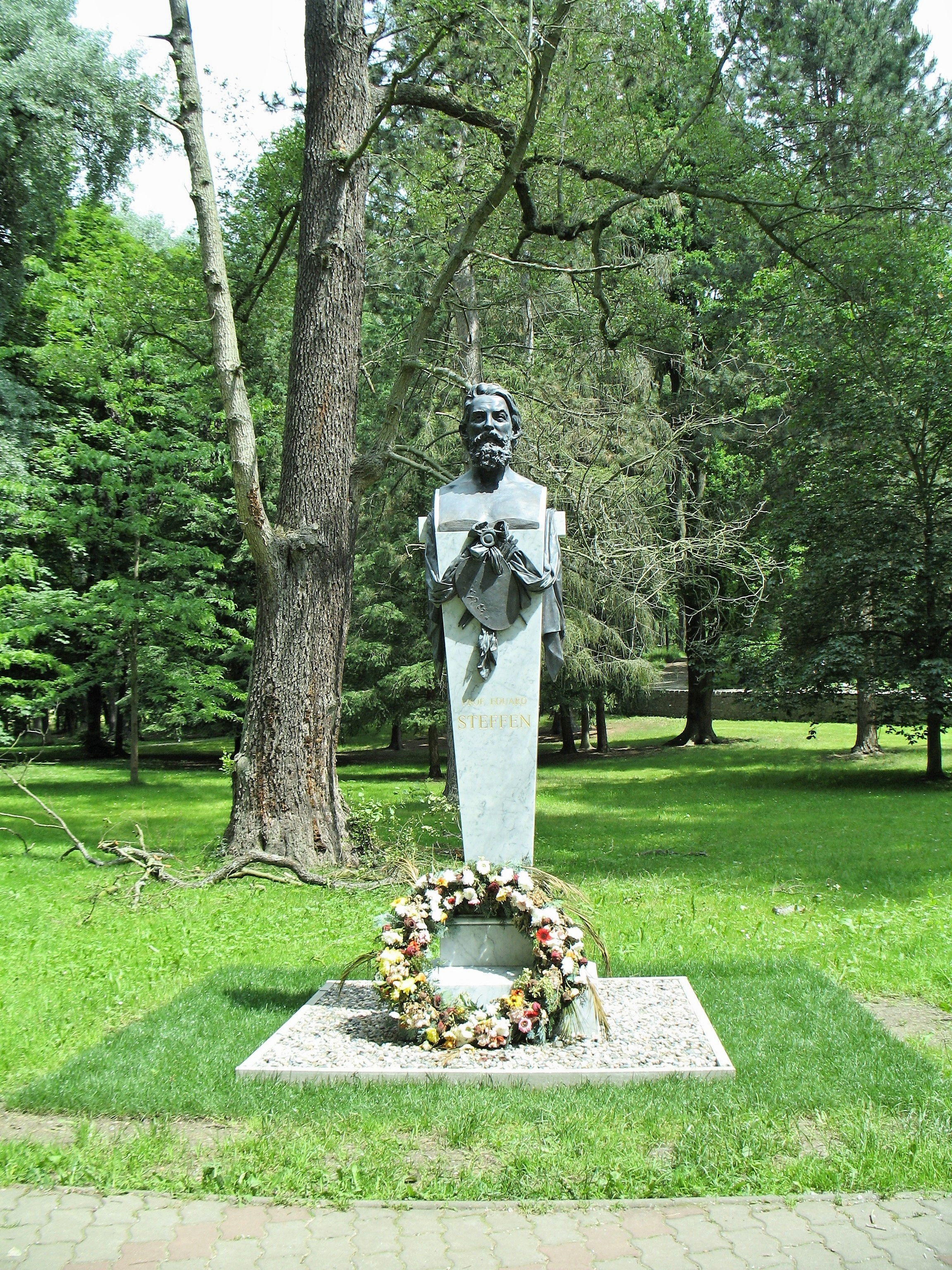
Pomník Eduarda Steffena, obnovený v roce 2020
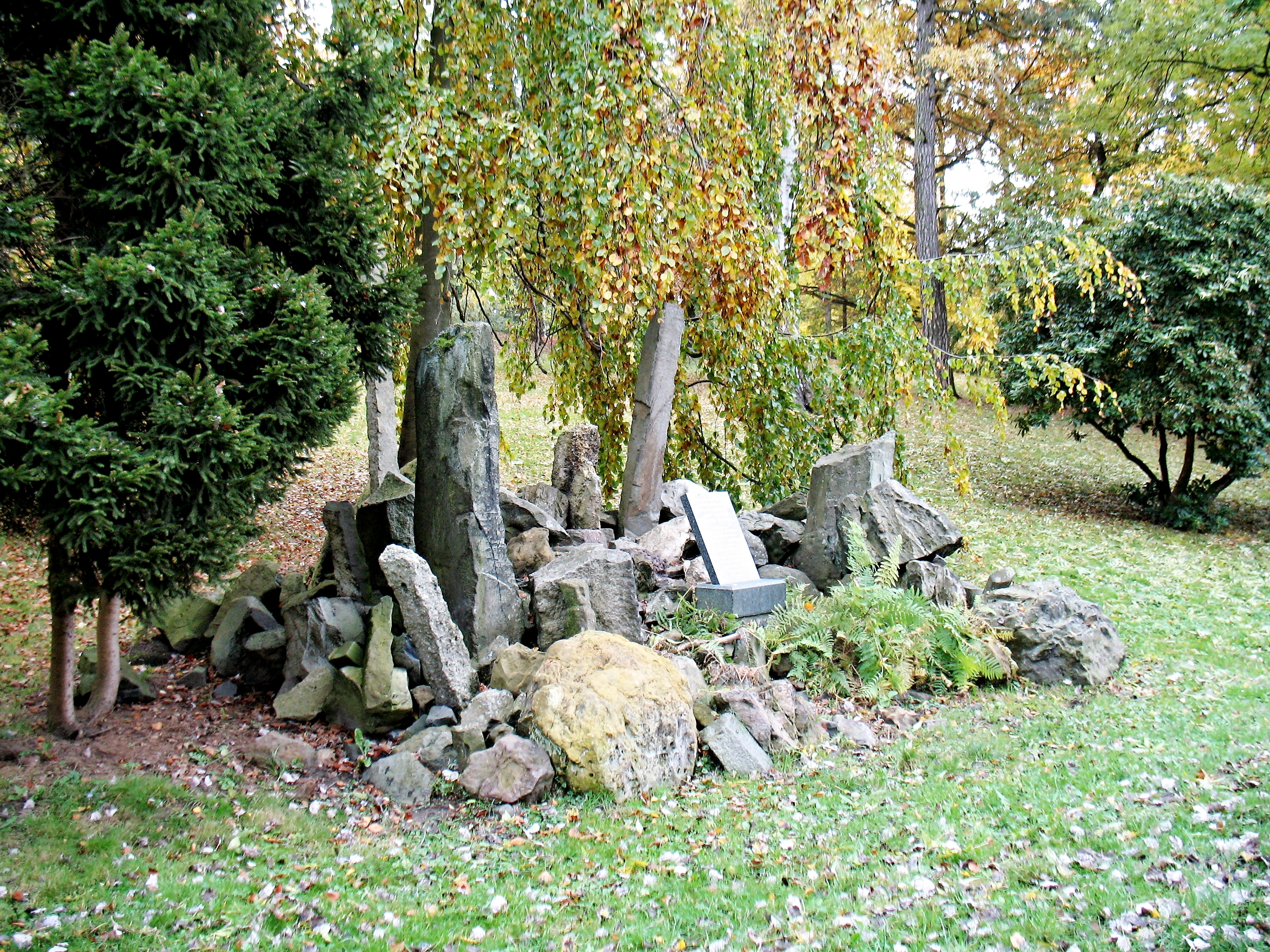
Skupina kamenů kolem tzv. Císařského sloupu
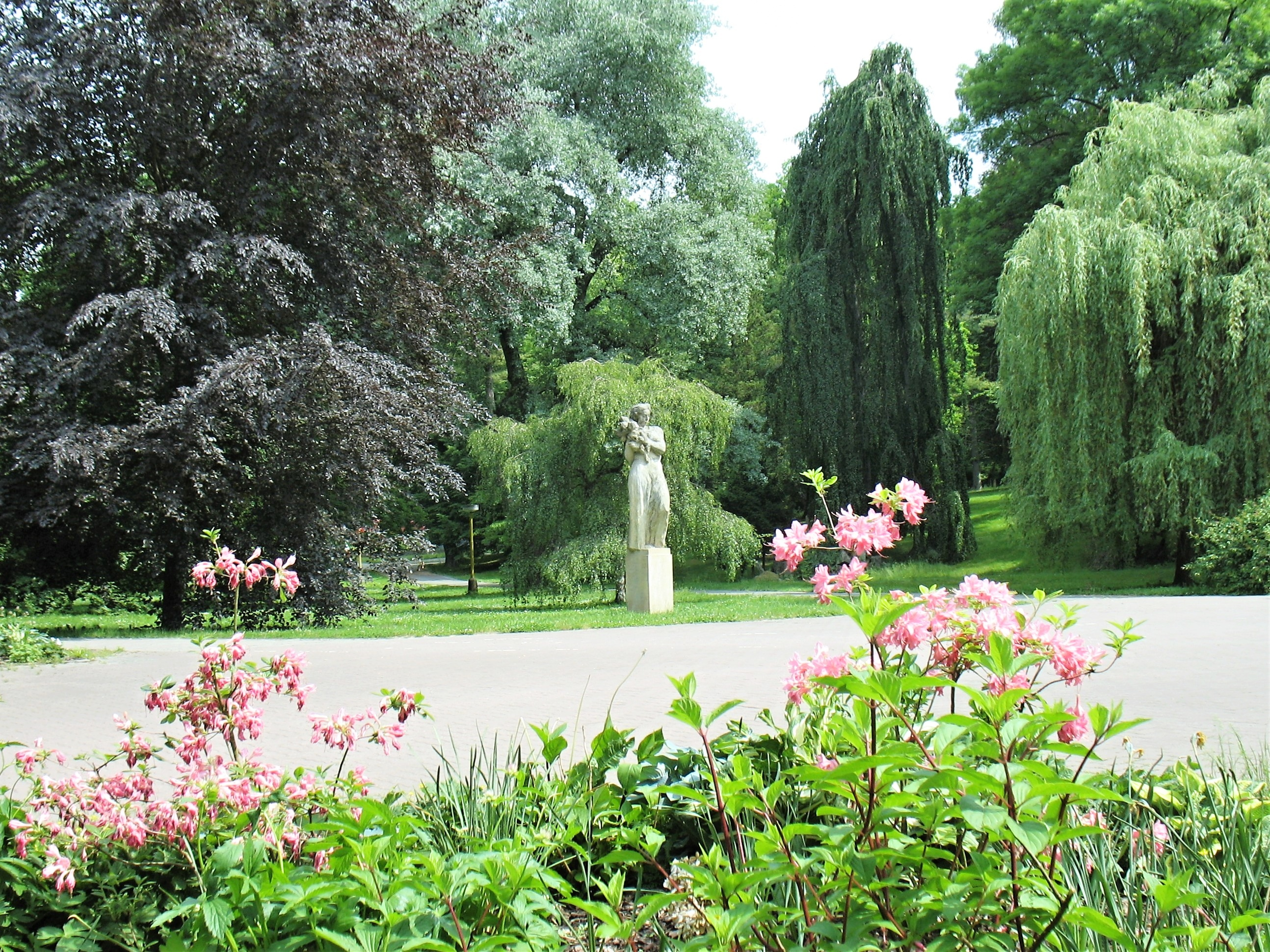
Socha dívky s kyticí na centrálním prostranství
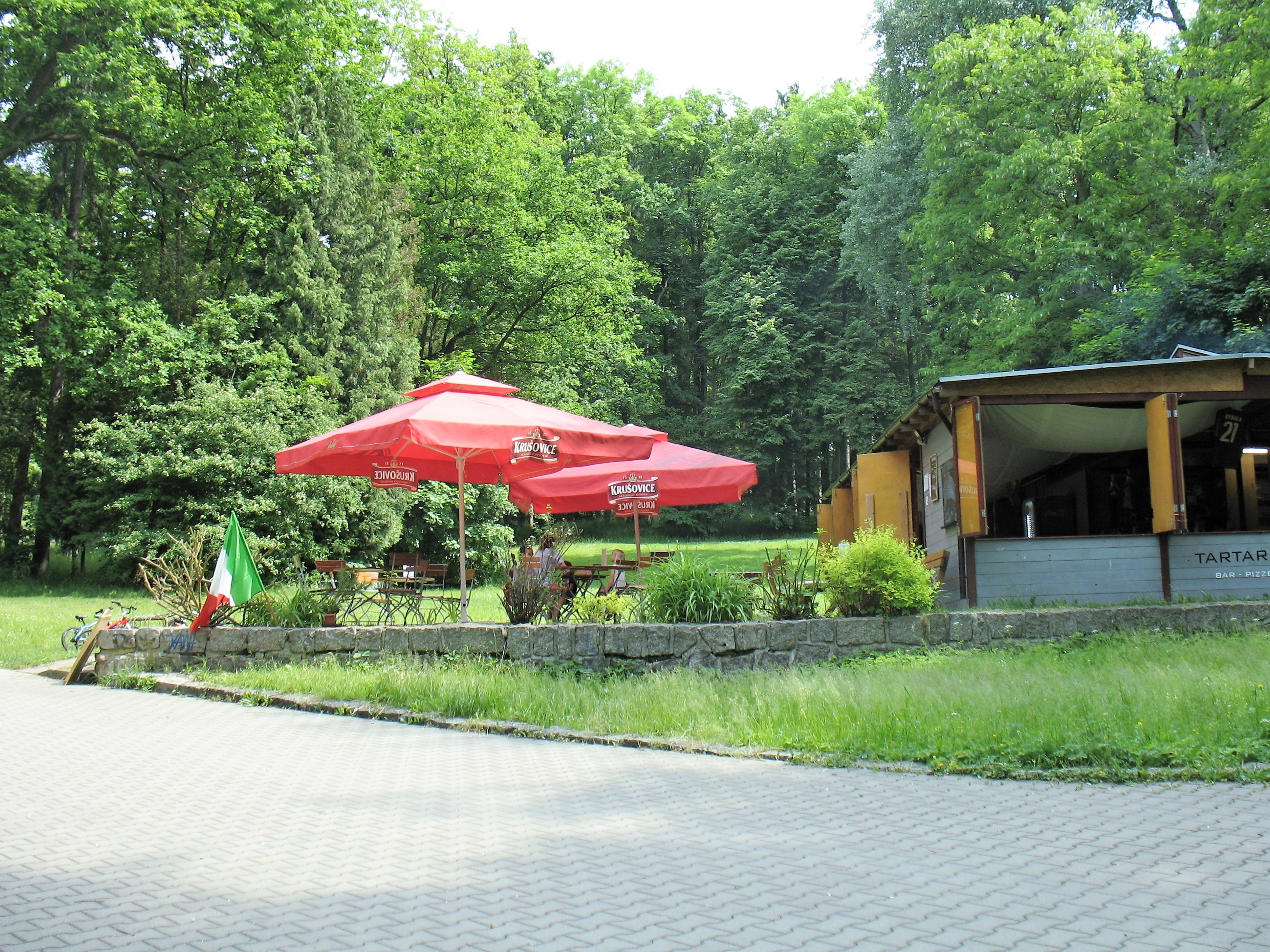
Stánek s občerstvením v místě, kde bylo letní kino
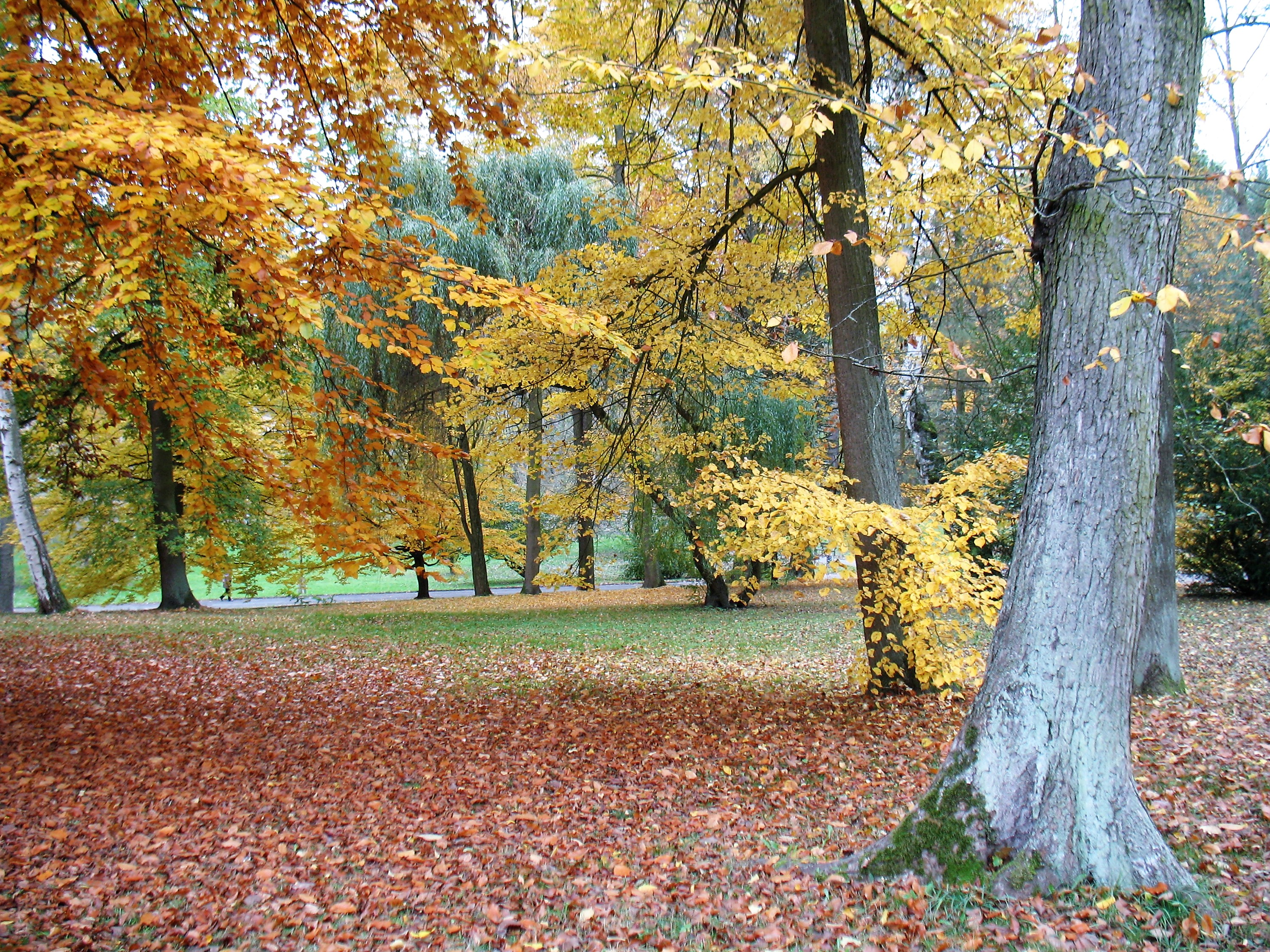
Podzim v dolní části parku
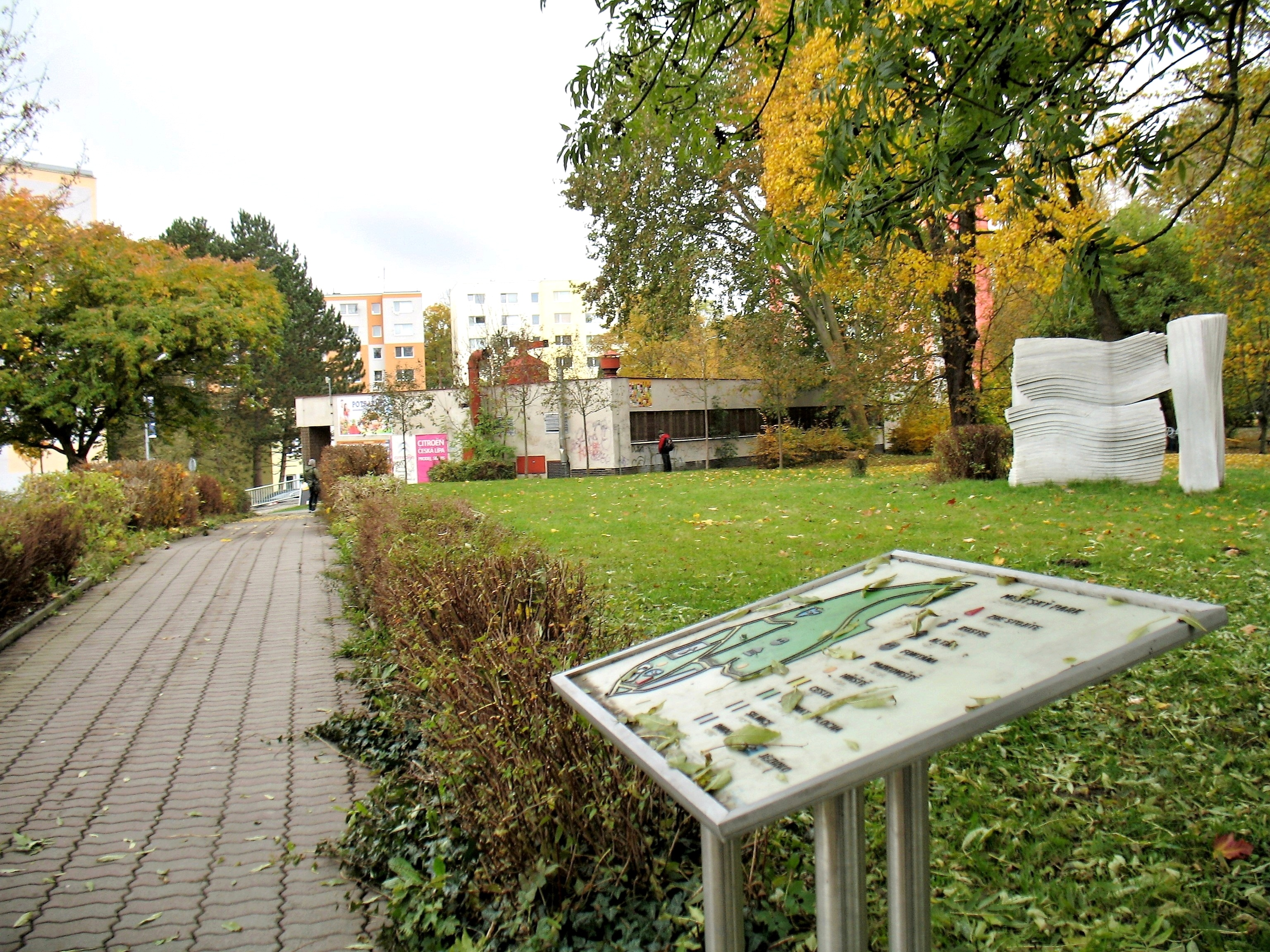
Jižní okraj parku se sousoším Geologie z roku 1984
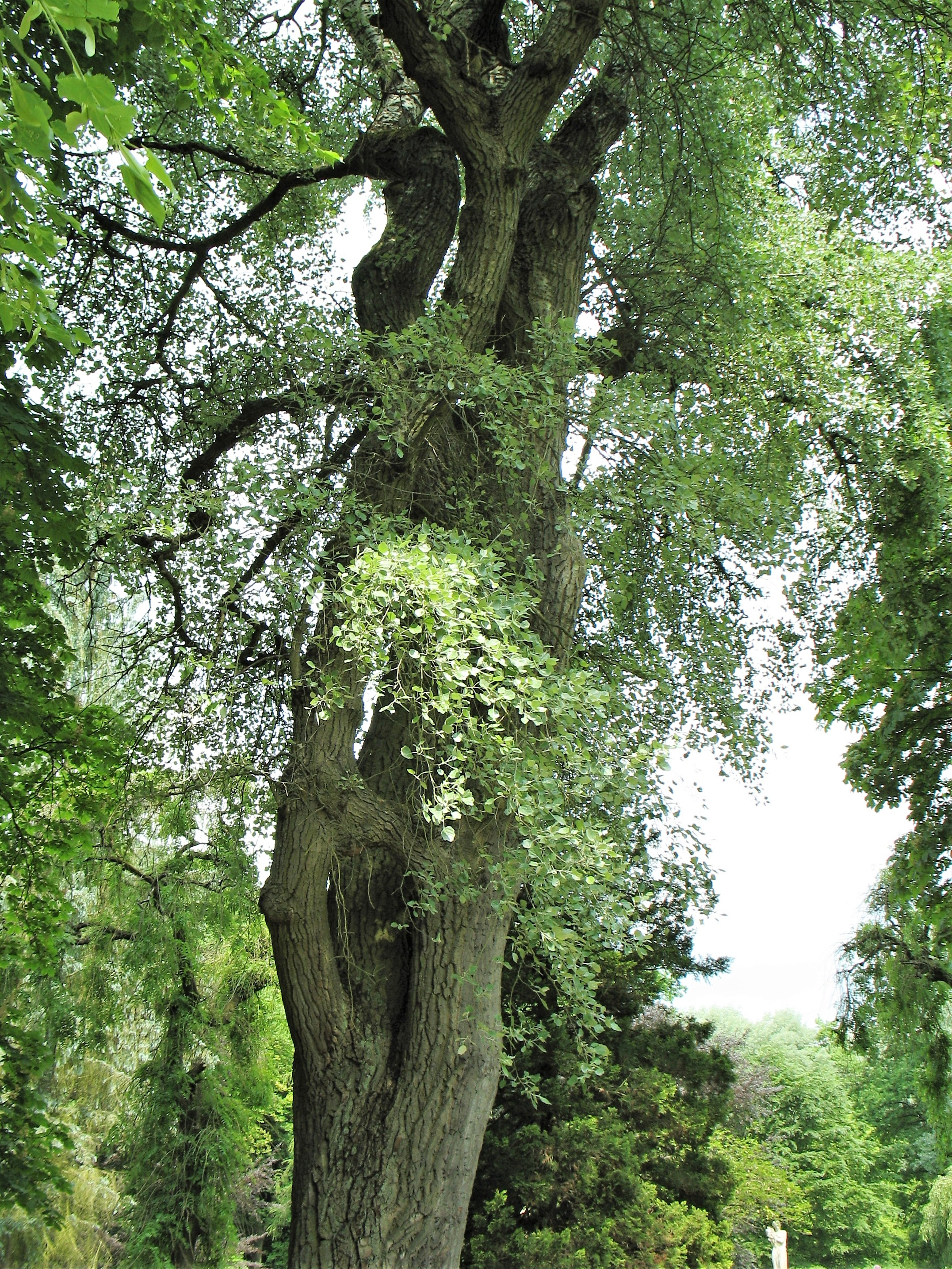
Jeden z topolů bílých u hlavní cesty